# Betty Kaunda
Beatrice "Betty" Kaunda (nhũ danh Kaweche Banda; sinh ngày 17 tháng 11 năm 1928 – mất ngày 18 tháng 9 năm 2013) là một nhà giáo dục người Zambia và là Đệ nhất phu nhân đầu tiên của Zambia từ năm 1964 đến năm 1991, với tư cách là phu nhân của Tổng thống đầu tiên của đất nước – Kenneth Kaunda. Bà được người dân Zambia trìu mến gọi là "Mama Betty Kaunda" và "người mẹ lập quốc Zambia".
Với vai trò Đệ nhất phu nhân, bà tham gia nhiều chuyến công du ngoại giao và là bảo trợ cho nhiều tổ chức. Theo ghi nhận của các quan sát viên chính trị, bà sống một cuộc đời giản dị dù nắm giữ vị trí cao quý. Năm 1969, bà xuất bản hồi ký cùng với Stephen A. Mpashi. Bà cũng tham gia nhiều hoạt động từ thiện và từng được trao Giải thưởng Phi bạo lực Indira Gandhi từ UNIP nhằm ghi nhận những nỗ lực của bà trong các sứ mệnh vì hòa bình.

## Thời thơ ấu
Betty Kaunda sinh ngày 17 tháng 11 năm 1928 tại Mpika, là con của Kaweche Banda và Milika Sakala Banda. Bà theo học tại Trường Nữ sinh Mbereshi và sau đó tham gia chương trình đào tạo phụ nữ của Quỹ Đại kết Mindolo. Sau khi hoàn tất chương trình đào tạo, bà làm giáo viên tại Mufulira.
Năm 1946, bà kết hôn với Kenneth Kaunda – một nhà hoạt động trong phong trào giành độc lập, người sau này trở thành tổng thống đầu tiên của Zambia. Trong cuốn sách Letter to My Children, Kaunda từng khẳng định rằng Betty chính là chỗ dựa tinh thần vững chắc trong suốt 67 năm hôn nhân của họ. Khi ông bị chính quyền thực dân giam giữ, bà đã phải đốt than để nuôi sống gia đình. Trong thời gian đó, bà đối mặt với nhiều lời đe dọa và áp lực từ chính quyền thực dân, nhưng vẫn kiên cường không khuất phục. Bà từng nói: “Chính quyền thực dân đe dọa sẽ trục xuất chúng tôi về quê sau khi chồng tôi bị bắt, nhưng chúng tôi đã từ chối.” Những bức thư của chồng gửi từ trại giam chính là nguồn động viên và sức mạnh để bà vượt qua giai đoạn khó khăn ấy.

## Đệ nhất Phu nhân Zambia
Từ tháng 10 năm 1964 đến tháng 11 năm 1991, Betty Kaunda giữ vai trò Đệ nhất phu nhân Zambia. Trong suốt nhiệm kỳ, bà tham gia nhiều chuyến công du và là bảo trợ cho nhiều tổ chức xã hội. Dù nắm giữ vai trò danh giá, bà vẫn giữ lối sống đơn sơ, tránh xa những đặc quyền xa hoa. Năm 1969, bà xuất bản hồi ký cùng Stephen A. Mpashi. Betty thường mặc trang phục truyền thống chitenge và kêu gọi phụ nữ Zambia ăn mặc đoan trang, tránh chạy theo xu hướng thời trang ngoại quốc. Bà còn khuyên các cô gái chuẩn bị kết hôn nên giữ gìn phong tục văn hóa châu Phi. Khi tham dự tiệc cưới truyền thống (kitchen party), bà thường tặng các vật dụng mang ý nghĩa biểu tượng như bếp than mbabula, chổi, và khăn choàng chitenge.
Cùng với chồng, Betty Kaunda đi đầu trong phong trào phòng chống HIV/AIDS ở Zambia. Họ là những lãnh đạo cấp cao đầu tiên công khai xét nghiệm HIV, qua đó phá vỡ định kiến và thúc đẩy nhận thức cộng đồng. Bà cũng tham gia các chiến dịch từ thiện, bao gồm quyên góp sau một tai nạn mỏ đồng khiến nhiều người thiệt mạng. Bà phản đối việc các đảng phái lợi dụng bia rượu để lôi kéo thanh niên, một quan điểm tương đồng với chồng bà – người từng dọa từ chức vì tình trạng nghiện rượu lan rộng trong xã hội. Bà được trao Giải thưởng Phi bạo lực Indira Gandhi từ UNIP vì những đóng góp trong công cuộc thúc đẩy hòa bình.

## Những năm cuối đời đời
Betty Kaunda được xem là người mẹ lập quốc bởi người dân Zambia, thường được gọi thân mật là "Mama Betty". Bà sống chung với bệnh tiểu đường trong nhiều năm. Bà qua đời vào sáng sớm ngày 18 tháng 9 năm 2013, hưởng thọ 84 tuổi, tại Harare, Zimbabwe, khi đang thăm con gái là Kaunda Banda. Gia đình, bao gồm cả chồng bà, đã đến Harare để đưa thi hài bà về nước. Bà ra đi, để lại người chồng, 8 người con, 30 cháu nội ngoại và 11 chắt.
Chính phủ Zambia tổ chức quốc tang cho bà với tư cách là một cựu đệ nhất phu nhân. Dù theo Anh giáo, còn chồng theo Giáo hội Hợp nhất Zambia, tang lễ của bà được tổ chức theo nghi thức Cơ Đốc giáo tại Nhà thờ chính tòa Holy Cross ở Lusaka vào ngày 27 tháng 9 năm 2013, với sự hiện diện của các nhà ngoại giao, quan chức cấp cao và hàng ngàn người dân. Chính phủ tuyên bố quốc tang 3 ngày, và các đài phát thanh, truyền hình phát các bài thánh ca tưởng niệm bà vào buổi sáng và tối. Ban đầu dự định an táng tại Trạm truyền giáo Lubwa, nhưng do sức khỏe của ông Kaunda yếu, lễ an táng được tổ chức tại thủ đô Lusaka.